# Žlázy (pokrm)

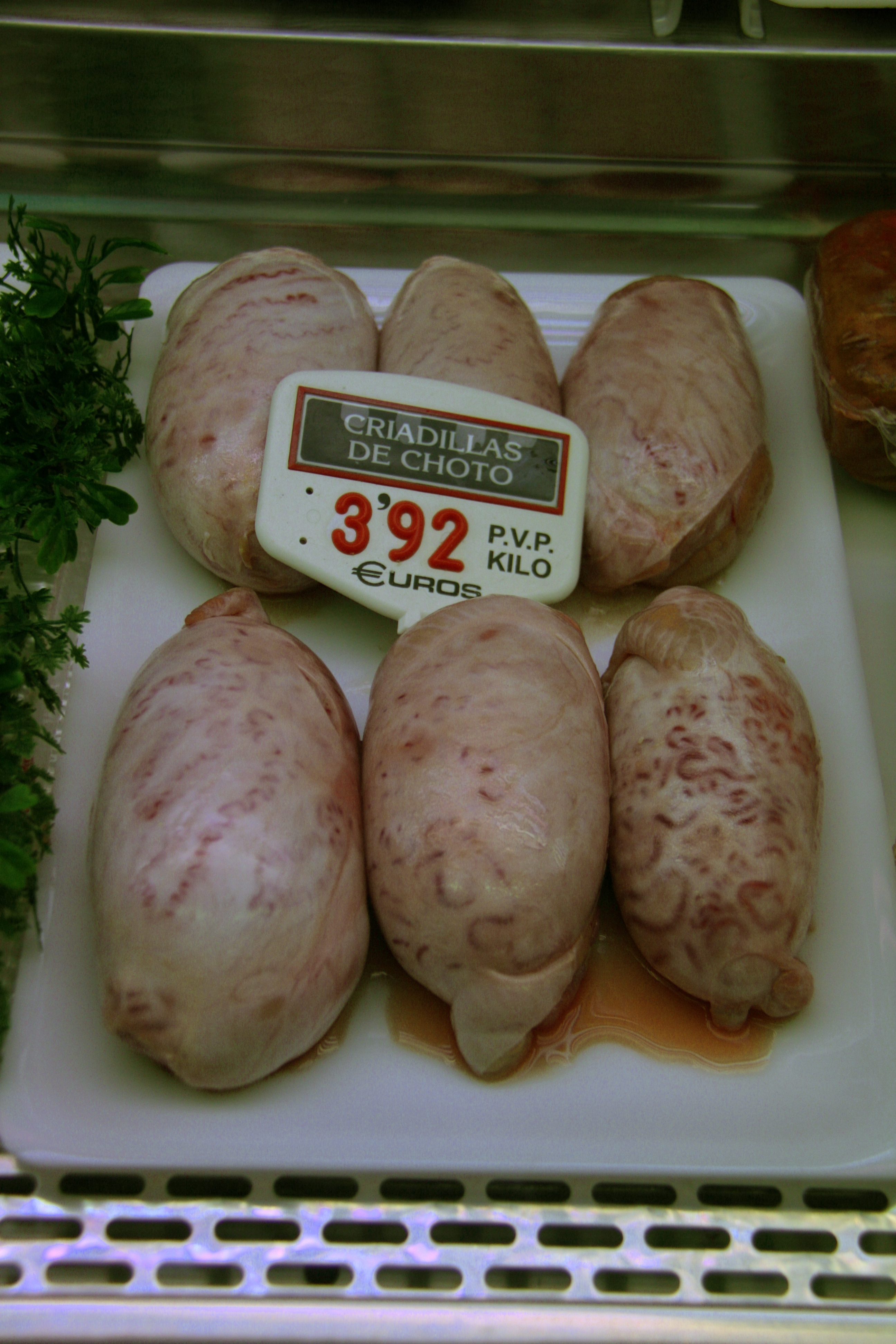
Kozlí žlázy na pultu v Madridu

Žlázy (testes) je označení pro varlata samců hospodářských zvířat (býci, hřebci, vepři, skopci, kozli, klokani, kohouti, krocani, pštrosi) požívaná jako potravina. Získávají se z jedinců určených ke kastraci (tradičně na přelomu jara a léta, ale mražená jsou k dostání celoročně). V tradiční asijské medicíně je toto jídlo pokládáno za afrodiziakum. Žlázy jsou spolu s vnitřnostmi zařazovány do kategorie droby.
Žlázy se před finální úpravou zbaví blány a očistí, někdy se také pro zjemnění namáčejí do mléka. Pak se restují, dusí nebo vaří ve vodě s octem. Vzhledem k jemné chuti se nedoporučuje moc kořenit. Býčí žlázy smažené v trojobalu a podávané s ostrou omáčkou jsou v USA známé jako Rocky Mountain Oysters („ústřice ze Skalistých hor“). Na Středozápadě se pořádají populární akce spojené s touto specialitou, tzv. Testicle Festivals. V řecké kuchyni jsou oblíbenou pochoutkou grilované jehněčí žlázy. Konzumace žláz je běžná i na Blízkém Východě nebo v Srbsku: kuchař Ljubomir Erović napsal specializovanou kuchařku, ve městě Gornji Milanovac se konají mistrovství světa v přípravě žláz.